# لوسيل بليس
لوسيل بليس (بالإنجليزية: Lucille Bliss)‏ هي ممثلة أمريكية، ولدت في 31 مارس 1916 في نيويورك في الولايات المتحدة، وتوفيت في 8 نوفمبر 2012 في كوستا ميسا في الولايات المتحدة بسبب مرض.

## أعمال

### أفلام
- أليس في بلاد العجائب[8][9][10]
- سندريلا[11][12][13][14]
- مئة مرقش ومرقش[15][16][17]

### مسلسلات
- زم الفضائي

## وصلات خارجية
- لوسيل بليس على موقع IMDb (الإنجليزية)
- لوسيل بليس على موقع أول موفي (الإنجليزية)
- لوسيل بليس على موقع قاعدة بيانات الأفلام السويدية (السويدية)
- لوسيل بليس على موقع قاعدة بيانات الفيلم (الإنجليزية)